# Verleger Point
Der Verleger Point ist ein Kap an der Küste des westantarktischen Marie-Byrd-Lands. Es markiert die Westseite der Einfahrt zur Siniff Bay.
Der United States Geological Survey kartierte das Kap anhand eigener Vermessungen und Luftaufnahmen der United States Navy zwischen 1959 und 1965. Das Advisory Committee on Antarctic Names benannte es 1974 nach William Frederick Verleger (1878–1955) von den Reservestreitkräften der US-Navy, der als Kapitän der SS Jacob Ruppert 1933 im Rahmen der zweiten Antarktisexpedition (1933–1935) des US-amerikanischen Polarforschers Richard Evelyn Byrd eine Fahrt zur Bucht der Wale unternahm.
Wissenschaftler des British Antarctic Survey entdeckten Anfang 2023 durch vergleichende Auswertung von Satellitenbildern eine bislang unbekannte und aus rund 500 Tieren bestehende Brutkolonie von Kaiserpinguinen am Verleger Point.